# Rădeni (okręg Botoszany)
Rădeni – wieś w Rumunii, w okręgu Botoszany, w gminie Frumușica. W 2011 roku liczyła 1006 mieszkańców.